# 파티 (1968년 영화)
파티(The Party)는 미국에서 제작된 블레이크 에드워즈 감독의 1968년 코미디 영화이다. 피터 셀러스 등이 주연으로 출연하였고 블레이크 에드워즈 등이 제작에 참여하였다.

## 출연

### 주연
- 피터 셀러스
- 클로딘 롱제

### 조연
- 나탈리아 보리소바
- 진 카슨
- 마지 챔피언
- 알 체코
- 코린느 콜
- 딕 크로킷
- 프란시스 데이비스

## 제작진
- 협력프로듀서: 켄 웨일즈
- 미술: 페르난도 카레르
- 의상: 잭 베어

## 같이 보기
- 화이트워싱